# Alexander Morgan
Alexander Morgan (14 de enero de 1982) es un deportista australiano que compite en ciclismo en la modalidad de pista, especialista en la prueba de persecución por equipos.
Ganó una medalla de oro en el Campeonato Mundial de Ciclismo en Pista de 2013, en la prueba de persecución por equipos.

## Medallero internacional
| Campeonato Mundial | Campeonato Mundial  | Campeonato Mundial | Campeonato Mundial      |
| Año                | Lugar               | Medalla            | Competición             |
| ------------------ | ------------------- | ------------------ | ----------------------- |
| 2013               | Minsk (Bielorrusia) | Medalla de oro     | Persecución por equipos |